# Oleada (glaciar)
Se llama oleadas glaciares a los aumentos relativamente rápidos de la velocidad y la masa de los glaciares debido a razones principalmente climáticas, meteorológicas e incluso, geomorfológicas. Están determinados en su mayor parte por los movimientos planetarios de la Tierra, en especial, por el movimiento de rotación terrestre. Por lo general, estos aumentos bruscos de la masa glaciar van seguidos de una disminución de dicha masa que acompaña posteriormente a una especie de recuperación lenta de la misma, por lo que las oleadas glaciares suelen ser procesos cíclicos, aunque no siempre hayan sido así.

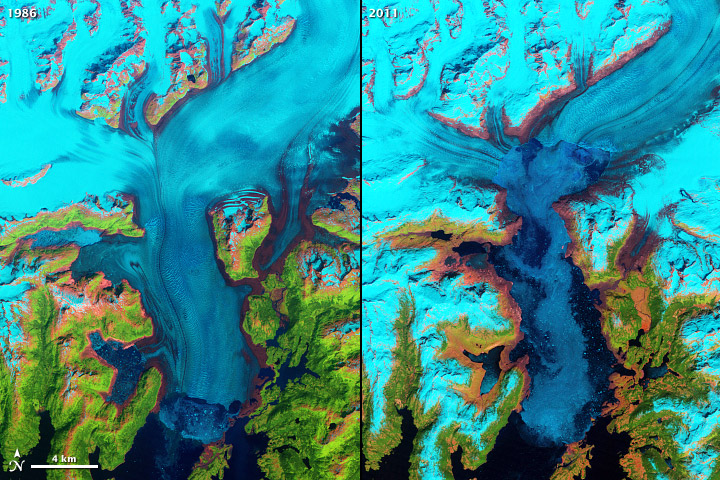
Dos imágenes que representan el glaciar Columbia en Alaska, en las que se puede ver el retroceso del frente del glaciar. Las imágenes corresponden a los años 1986 (izq) y 2011 (der).

## Variaciones climáticas
El clima terrestre ha tenido, en el pasado, períodos de clima muy frío (glaciaciones) seguidos de otros períodos interglaciales que se caracterizan por una temperatura más elevada, en los que los glaciares, al menos aparentemente, van disminuyendo su extensión y volumen por el aumento de la temperatura a nivel global. La opinión más difundida en los medios de comunicación de todo el mundo nos indica que estamos claramente en un período interglacial, lo que nos permite observar y estudiar las glaciaciones pasadas y sus huellas en la superficie terrestre. Sin embargo, las variaciones climáticas se presentan a largo plazo y por su misma definición, el concepto de oleada glaciar no es enteramente aplicable al de las variaciones climáticas. Por otra parte, la denominación de período interglacial presupone que tendremos una nueva glaciación en el futuro, lo cual dista mucho de tener una base científica.
Pero el clima no solo tiene variaciones a largo plazo sino que puede dar origen a ciclos con una duración variable, pero mucho más cortos, los cuales sí pueden tener efectos a más corto plazo: unos 30 años o más, como se define en el concepto de clima. Estos ciclos sí tienen repercusión sobre la evolución de la mayoría de los procesos glaciares, como son el de la alimentación y de la fusión de la masa glaciar, lo que se ha denominado balance glaciar. En los glaciares continentales (Groenlandia y la Antártida) se han podido detectar esos ciclos de avance y retroceso de los glaciares. En el caso de la Antártida, por ejemplo, se ha intentado relacionar el fraccionamiento de la plataforma Larsen (ubicada al oeste de la Península Antártica) como una causa posible para que comience a derretirse al llegar a alcanzar zonas de menor latitud. En otras palabras: se considera que la barrera de hielo flotante de Larsen constituye un dique que represa al hielo del propio casquete glaciar de Groenlandia y limita la pérdida del hielo polar al impedir que el mismo viaje a latitudes más bajas. Pero últimamente se ha observado que el hielo flotante del glaciar Larsen (), está atravesando una época de rápida fusión, lo que indica un proceso de disminución del hielo que cubre casi toda la Antártida. En la imagen señalada pueden verse dos líneas o grietas de separación del hielo continental de la Antártida que tienen cientos de km de longitud, cuando llegan a las aguas oceánicas para irse fundiendo sobre las mismas, tanto por la mayor temperatura de esas aguas (superior a los 0º) como por la insolación recibida durante el verano hemisférico. 
A pesar de este planteamiento apocalíptico, lo cierto es que la mayoría de los estudios científicos que tratan este tema hacen énfasis en el volumen en km 3 de hielo que se funden cada año en el océano antártico pero, aunque parezca increíble, no hay estudios que señalen la reposición de ese hielo procedente de la evaporación del agua del mar. Se trata, como hemos señalado arriba, del balance glaciar, es decir, no solo de la pérdida anual del hielo de la Antártida y de Groenlandia sino de su reposición a través de la acumulación de nieve y de escarcha.

## Variaciones meteorológicas
En el caso de los glaciares continentales, de piedemonte y, en menor grado, de valle en montañas elevadas, sus fases de fusión y ablación están separados por ciclos meteorológicos de mayor y de menor acumulación de la masa de hielo. Ello se debe a que la acumulación del hielo alcanza en algún momento un nivel que no se puede superar por la sequedad del aire a determinadas alturas y temperaturas. Cuando se alcanza dicho nivel, comienza la etapa en la que el nivel superior del glaciar comienza a reducirse y desplazarse hacia regiones más bajas. Ello ocasiona que el proceso de ablación aumente para compensar el de la acumulación del hielo en la parte superior.

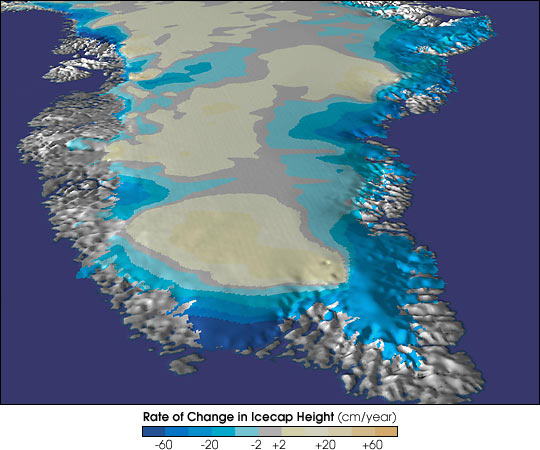
Cambios en la altura de la capa de hielo en Groenlandia. En color azul se indicael mayor o menor descenso del glaciar de Groenlandia, hasta un máximo de 60 cm por año. Y en la parte central, en un color aproximadamente beige, aparecen las zonas donde se va acumulando el hielo (también a un nivel máximo de 60 cm) por la acumulación de nieve o escarcha.

Pero, como se sabe que cada acción produce una reacción en sentido inverso, el descenso de nivel en la zona de acumulación del glaciar da origen a un nuevo ciclo meteorológico, en el que vuelve a aumentar el nivel del hielo por el aumento que supone la disminución previa de dicho nivel hasta alcanzar una altura en la que puede reiniciarse la producción de nieve y escarcha, por la mayor humedad ambiental que se presenta a una altura menor.

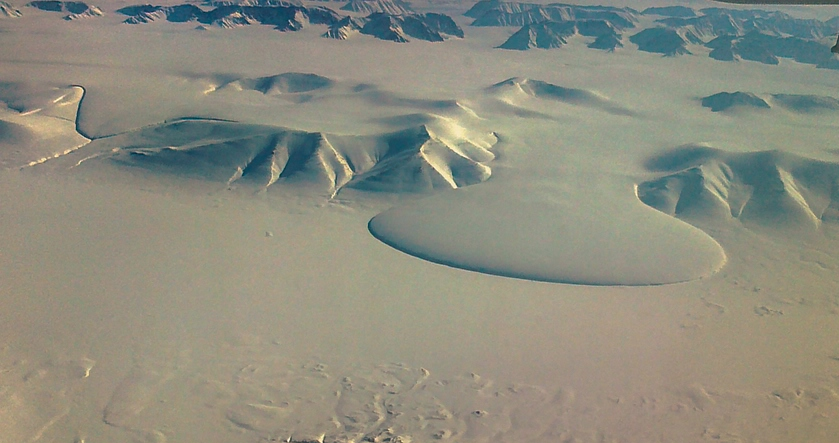
Glaciar Pata de Elefante desembocando en el lago Romer, al noreste de Groenlandia

Todo lo señalado anteriormente, puede verse fácilmente en un mapa del gobierno federal de los Estados Unidos del balance glaciar en Groenlandia: en este mapa se ve la diferencia existente en el nivel del casquete polar, que es de mayor acumulación en el centro (color más o menos beige) y el color azul más o menos intenso en la periferia, donde el descenso de nivel del glaciar es más rápido.
En el caso del Glaciar Pata de Elefante, en el noreste de Groenlandia, todo parece indicar que se ha producido una especie de equilibrio entre el avance y el retroceso de crecimiento de dicho glaciar pero ello, en un plazo no determinado, cambiará en cuanto a su actividad para formar una nueva oleada o detenerse más o menos en forma definitiva.

## Variaciones geomorfológicas

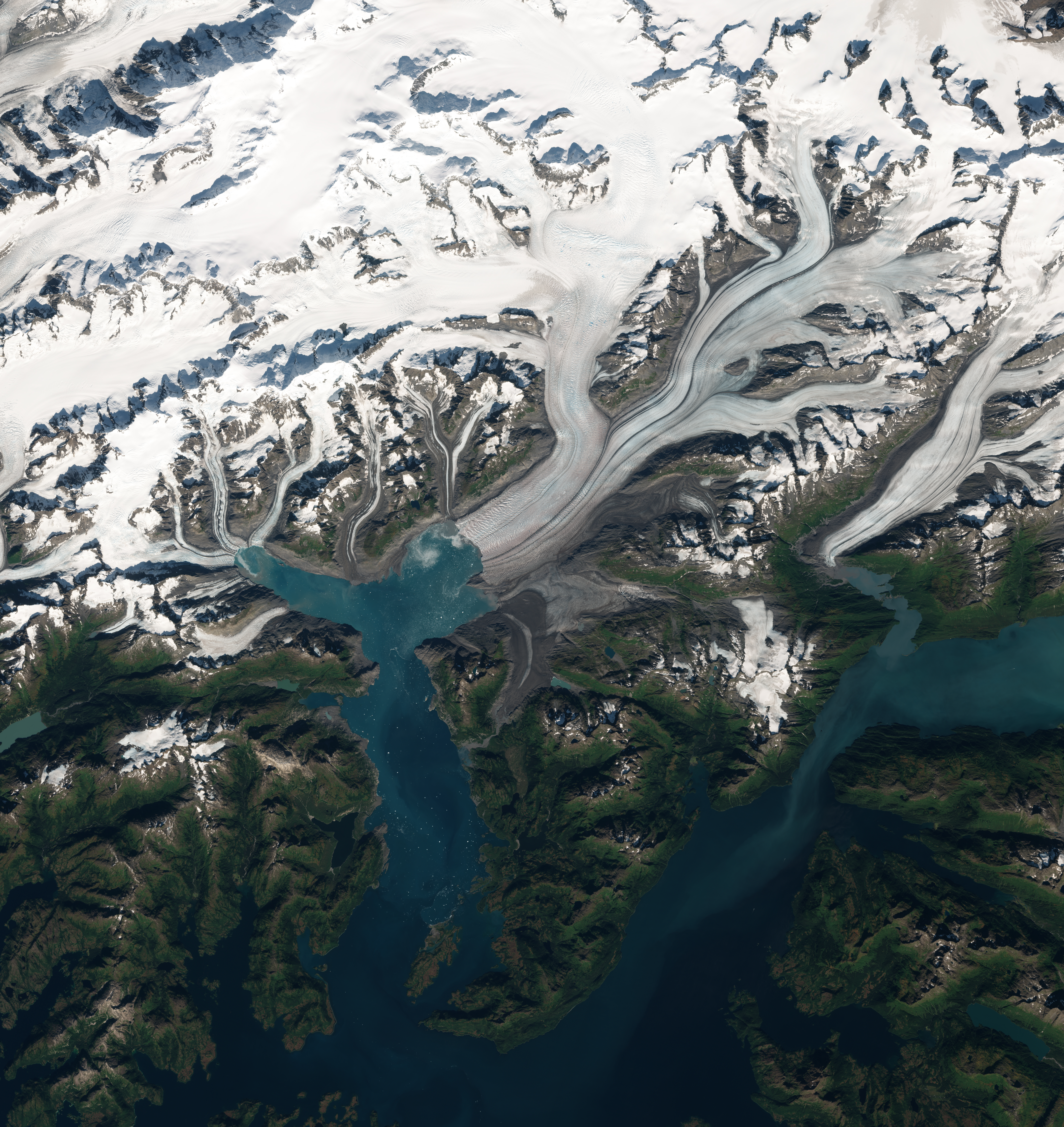
Glaciar Columbia (Alaska, Estados Unidos). Imagen satelital reciente que sirve para comparar con las imágenes que dan inicio al artículo.

Un glaciar tiene una capacidad erosiva muy grande, hasta el punto de que cuando comparamos un valle de origen fluvial (con sección transversal en forma de V) con uno de origen glaciar (con sección transversal en forma de U) se notan inmediatamente las diferencias debidas al origen respectivo. Y el modelado glaciar puede interrumpir o acelerar el curso de avance o retroceso de los glaciares. Un ejemplo reciente de este tipo de factores que inciden en las glaciares, especialmente en los glaciares de valle, de piedemonte o de circo, es la acción erosiva o de transporte que realiza la masa del glaciar en su trayecto de descenso por gravedad y la posterior acumulación de los derrubios procedentes de esa erosión en lo que se conoce con el nombre de morrenas que pueden ser, principalmente, de fondo, laterales, centrales y terminales. El glaciar Columbia, en la Bahia de los Glaciares al sur de Alaska, nos muestra la forma como la propia erosión del fondo de los valles glaciares puede ocasionar un retroceso muy rápido del frente del glaciar al avanzar el agua oceánica hasta alcanzar el frente del glaciar en el punto exacto donde las mareas ya no llegan durante el pleamar. En este caso, el frente del glaciar adopta una forma cóncava, al contrario de muchos glaciares sin contacto con el mar. Y no solo el frente de la rama principal (al este) del glaciar tiene una forma cóncava, sino también la rama occidental ubicada a la izquierda en la imagen, donde confluyen tres glaciares de valle más pequeños en una especie de anfiteatro.
- Datos: Q97181113